# Іпсилон
І́псилон (велика Υ, мала υ; грец. Ύψιλον) — двадцята літера грецької абетки, в системі грецьких чисел, має значення 400.

## Назва
Первісно ця літера називалася просто υ (вимова [u], потім [y]). Вимовлялася з придихом, тому у латинській транслітерації її первісну назву записують через h — hy (звідси й передавання грецького прикметника ὑοειδής як hyoideus — «у формі літери іпсилон», який присутній, наприклад, у os hyoideum — латинській назві під'язикової кістки). Але згодом назву змінили на υ ψιλόν («і просте»), бо з нею збігся у вимові колишній дифтонг οι, тому виникла потреба усно розрізняти їх.

## Історія
Грецький іпсилон веде походження від літери  («вав») фінікійської абетки, від якої також походить інша грецька літера дигамма.

### Нащадки
Від Υ ведуть своє походження зразу чотири літери латинської абетки — V, Y, U та W. Літера V відома ще в ранньому латинському письмі й походить через посередництво західного варіанту грецької абетки й алфавіту етрусків. У класичний період безпосередньо з грецького запозичена Y: вона називається «ігрек» (тобто «і грецьке»), бо первісно її використовували виключно для запису грецизмів. У Середньовіччі з форм літери V розвинулися окремі: U та W.
У кирилиці від грецького іпсилона походять літери «іжиця», а також її графічний варіант «ік» — складова диграфа «ук». До літери «ік» сходить і сучасне кириличне У.

## Вимова
В архаїчній грецькій літера вимовлялася як [u]. У класичну добу її звучання змінилося до [y] (як французьке u чи німецьке ü), припускають, що таким її фонетичне значення залишалося принаймні до 1030 р. н. е.. У новогрецькій мові її звучання може бути різним: після приголосних і на початку слова вона читається як [i], у складі колишніх дифтонгів (після α і ε) — як [f] чи [v]. У давньогрецькій існувало розрізнення вимови за ознакою «довгота-короткість», але в сучасній мові ця різниця відсутня.
У класичній грецькій «іпсилон» на початку слова завжди вимовлявся з «грубим» придихом (для передачі якого використовувалася дасія). За походженням цей придих був колишнім індоєвропейським глухим сибілянтом (/s/), що помітно порівнянням з лексикою споріднених мов: пор. грец. ὑπέρ — лат. super- («над-»); грец. ὑπό — лат. sub- («під-»); грец. ύπνος — прасл. *sъnъ < *sъpnъ < *sŭpnŭs («сон»). У латинській транслітерації грецьких слів придих передається за допомогою літери h (ὑδρο- — hydro-, ὑπέρ- — hyper-, ὑπό- — hypo-, ύπνος — hypnos).

## Транслітерація
- У латинській транслітерації давньогрецьких слів υ передають латинською y.

## Використовування

### Велика літера
- У фізиці — позначення іпсилон-мезона
- В астрофізиці й фізичній космології — позначення відношення маса-світність

### Мала літера
- У лінгвістиці — позначення губно-зубного апроксиманта
- В астрономії — двадцята (як правило) за яскравістю зоря в сузір'ї (позначення Байєра)